# Vladimir Soloviov (filósofo)
Vladímir Serguêievich Soloviov (russo: Владимир Сергеевич Соловьёв; 28 de janeiro [O.S. 16 de janeiro] de 1853 - 13 de agosto [O.S. 31 de julho] de 1900) foi um filósofo, teólogo, poeta, e crítico literário russo. Ele desempenhou um papel significativo no desenvolvimento da filosofia e poesia russas no final do século XIX e no renascimento espiritual do início do século XX, com sua sofiologia marcando os escritos de pensadores da chamada Era de Prata russa.

## Vida e trabalho
Filho do historiador Serguei Mikhailovitch Soloviov (1820-1879), e irmão do romancista histórico Vsevolod Soloviov (1849-1903), nasceu em Moscou. Sua mãe Poliksena Vladímirovna pertencia a uma família de origem polonesa e tinha, entre os seus antepassados, o pensador Gregório Skovoroda (1722-1794).
Em sua adolescência, Soloviov renunciou a Ortodoxia Oriental para o niilismo, mas, mais tarde, sua desaprovação do positivismo viu-o começar a expressar pontos de vista que estavam em linha com os da Igreja Ortodoxa. Soloviov estudou na Universidade de Moscou, e seu professor de filosofia era Pamfil Yurkevich.
Em sua Crise da Filosofia Ocidental: Contra os Positivistas, Soloviov tirou crédito da rejeição dos positivistas  ao essencialismo de Aristóteles, e realismo filosófico. Em Contra os Postivistas, ele assumiu a posição intuitiva de compreensão noética. Ele viu a consciência como integrante (ver o termo russo sobornost) e requerindo que os tanto o fenômeno (validado pelo dianonia) e o noumenon sejam validados de forma intuitiva. O positivismo, de acordo com Soloviov, valida apenas o fenômeno de um objeto, negando a realidade intuitiva que as pessoas tem experiência como como parte de sua consciência. Como a filosofia básica de Soloviov repousa sobre a ideia de que a essência de um objeto (ver essencialismo) pode ser validada apenas pela intuição e que a consciência como um único todo orgânico é criada, em parte, pela razão ou lógica, mas na totalidade (não dualista) pela intuição. Soloyvev tentou parcialmente conciliar o dualismo sujeito-objeto encontrado no idealismo alemão.

Vladimir Soloviov tornou-se amigo e confidente de Fiódor Dostoiévski (1821-1881). Em oposição ao seu amigo, Soloviov era simpático à Igreja Católica Romana. Ele favoreceu a cura do cisma (ecumenismo, sobornost) entre as igrejas Ortodoxa e a Católica Romana. É claro a partir do trabalho de Soloviov que ele aceitou a primazia papal  sobre a Igreja Universal, mas não há evidências suficientes, neste momento, para apoiar a alegação de que ele oficialmente suportou o Catolicismo Romano. 

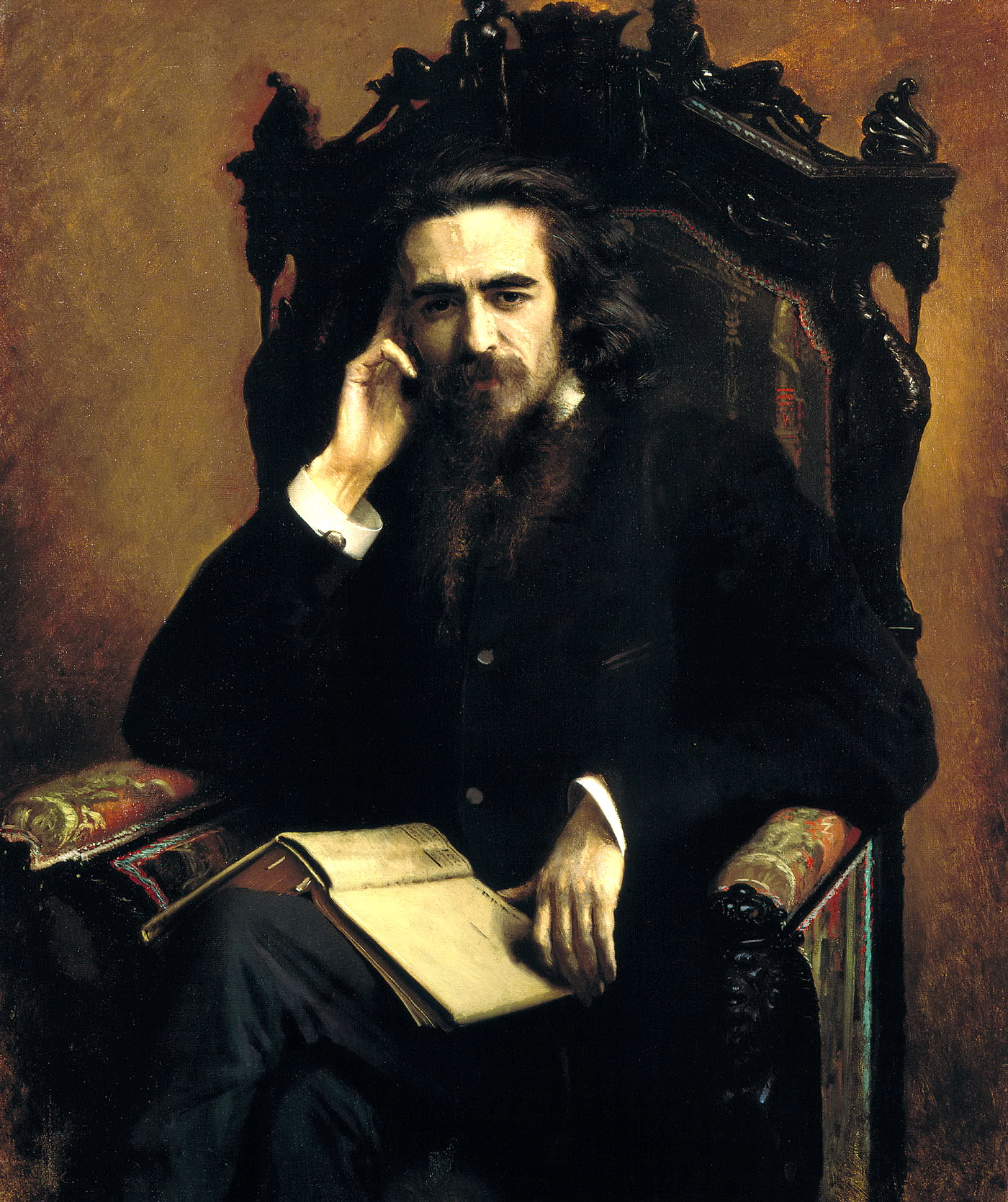
Soloviov por Ivan Kramskoy, 1885

Soloviov nunca se casou ou teve filhos, mas ele procurou relacionamentos idealizados como imortalizou em sua poesia de amor espiritual, incluindo uma mulher chamada Sophia. Ele recusou as afirmações da mística Anna Schmidt, que afirmou ser sua parceira divina.

## Influência
É amplamente difundido de que Soloviov foi uma das fontes para os personagens Aliosha e Ivan Karamázov , em Os Irmãos Karámazov. A influência de Soloviov também pode ser visto nos escritos dos simbolistas e neoidealistas russos na era mais tarde da Rússia Soviética. Seu livro O Significado do Amor pode ser visto como uma das principais fontes filosóficas do livro de Leo Tolstói A Sonata de Kreutzer (1889). Foi também a obra na qual ele introduziu o conceito de "sizígia", para denotar ' união centralizada'.
Ele influenciou a filosofia religiosa de Nicolas Berdyaev, Sergei Bulgakov, Pavel Florensky, Nikolai Lossky, Semyon Frank, irmãos Serguei e Ievguêni Nikoláievitch Trubetskoy, as idéias de Rudolf Steiner, e a poesia e a teoria do Simbolistas Russos (Andrei Belyi, Alexander Blok, e outros). Hans Urs von Balthasar explora o seu trabalho como um exemplo de sete leigos estilos, que revelam a glória da revelação de Deus, no volume III da Glória do Senhor (pp. 279–352).

## Sofiologia
Soloviov compilou uma sofiologia baseada na filosofia neoplatonista (ver Plotino), a tradição Cristã primitiva e elementos cabalísticos hebraicos (Filo de Alexandria). Ele também estudou o gnosticismo e as obras do gnóstico Valentino. A sua filosofia religiosa foi sincrética e fundida com elementos de várias tradições, incluindo o espiritualismo em voga em sua época, que competia com o positivismo nos círculos russos. Sua própria experiência mística com Sophia, da qual afirma ter tido várias visões, sonhos e escutado vozes ao longo da vida, baseou-se também alegadamente na escrita automática espiritual.
Soloviov descreveu seu encontro com a entidade Sofia, em suas obras, tais como Três Encontros e Palestras sobre a Divino-humanidade. Sua fusão foi impulsionada pelo desejo de conciliar e/ou unir com o Cristianismo Ortodoxo as diversas tradições do conceito de sobornost dos eslavófilos russos. Sua filosofia russa religiosa teve um impacto muito forte sobre o movimento Simbolista russo e arte de seu tempo. Seus ensinamentos sobre Sophia, concebido como o misericordioso unificador feminino sabedoria de Deus, comparável ao hebraico Shekinah ou vários deusa tradições, não recebeu aprovação da Igreja Ortodoxa russa Fora da Rússia e  foram considerados como inadequados e pouco ortodoxos, pelo Patriarcado de Moscou.

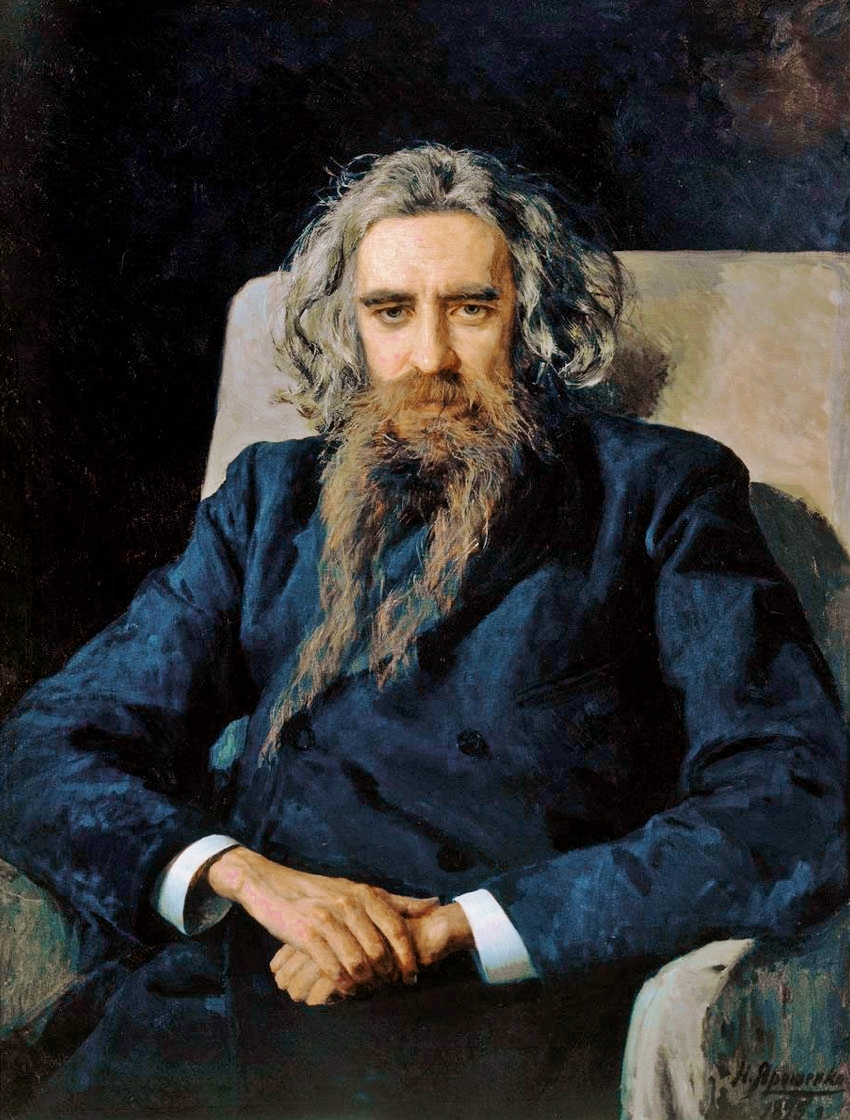
Vladimir Soloviov por Nikolai Yaroshenko, de 1892

Soloviov, procurou criar uma filosofia que poderia, através de seu sistema de lógica ou a razão de reconciliar todos os corpos de conhecimento ou disciplinas de pensamento, e fundir todos os conceitos conflitantes em um único sistema. O componente central desta reconciliação filosófica foi o conceito russo Slavophile de sobornost (orgânico ou de ordem espontânea, através da integração, a qual está relacionada a palavra Russa para "católico"). Soloviov procurou encontrar e validar um terreno comum, ou onde os conflitos encontram um terreno comum, e, concentrando-se sobre esta base comum, para estabelecer a unidade absoluta e/ou integral fusão de ideias opostas e/ou povos.

## Citações
"Enquanto o fundamento sombrio de nossa natureza, sombrio em seu egoísmo abrangente, enfadado em seu impulso para tornar esse egoísmo realidade, devorar tudo e definir tudo por si só, enquanto esse fundamento for visível, tanto tempo Como esse pecado verdadeiramente original existe dentro de nós, não temos negócios aqui e não há uma resposta lógica para a nossa existência. Imagine um grupo de pessoas todas cegas, surdas e ligeiramente demente e, de repente, alguém da multidão pergunta: "O que somos? Para fazer?"... A única resposta possível é "Procure uma cura". Até que você esteja curado, não há nada que você possa fazer. E como você não acredita que está doente, não pode haver cura."
"Mas se a fé comunicada pela Igreja à humanidade cristã é uma fé viva, e se a graça dos sacramentos é uma graça efetiva, a união do divino e do humano resultante não pode ser limitada ao domínio especial da religião, mas deve se estender a todos os relacionamentos comuns do homem e deve regenerar e transformar sua vida social e política".